# 奥利维耶·吉罗
奥利维耶·吉罗（法語：Olivier Girault，1973年2月22日—），法国男子手球运动员。他曾代表法国参加2000年、2004年和2008年夏季奥林匹克运动会手球比赛，其中2008年奥运会获得一枚金牌。